# Steven Zuber
Steven Zuber (Winterthur, 17 de agosto de 1991) é um futebolista suíço que atua como meia-atacante. Atualmente defende o Zurique.

## Carreira
Steven Zuber fez parte do elenco da Seleção Suíça de Futebol da Olimpíadas de 2012. No dia 17 de junho de 2018, Steven Zuber marcou o primeiro gol da seleção Suíça na Copa do Mundo de 2018, a partida foi contra o Brasil.